# Annales Musei Goulandris
Annales Musei Goulandris (abreviado Ann. Mus. Goulandris) es una revista ilustrada con descripciones botánicas que es editada en Atenas, Grecia. Se publica desde el año 1973 hasta ahora con el nombre de Annales Musei Goulandris; Contributiones ad Historiam Naturalem Graeciae et Regionis Mediterraneae.